# Arrondissement Montargis
Montargis is een arrondissement van het Franse departement Loiret in de regio Centre-Val de Loire. De onderprefectuur is Montargis.

## Kantons
Het arrondissement was tot 2014 samengesteld uit de volgende kantons:
- Kanton Amilly
- Kanton Bellegarde
- Kanton Briare
- Kanton Châlette-sur-Loing
- Kanton Château-Renard
- Kanton Châtillon-Coligny
- Kanton Châtillon-sur-Loire
- Kanton Courtenay
- Kanton Ferrières-en-Gâtinais
- Kanton Gien
- Kanton Lorris
- Kanton Montargis

Na de herindeling van de kantons bij decreet van 25 februari 2014 met uitwerking op 22 maart 2015, omvat het arrondissement volgende kantons:
- Kanton Châlette-sur-Loing
- Kanton Courtenay
- Kanton Gien
- Kanton Lorris  ( deel : 37/38 )
- Kanton Montargis
- Kanton Sully-sur-Loire  ( deel : 5/23 )